# Bryon Russell
Pour les articles homonymes, voir Russell.
Bryon Demetrise Russell (né le 31 décembre 1970 à San Bernardino, Californie) est un joueur américain de basket-ball. Il évolue au poste d'ailier et mesure 2,01 m pour 102 kg.

## Carrière
À sa sortie de l'université d'État de Californie à Long Beach, il est sélectionné par le Jazz de l'Utah au second tour (45e rang) lors de la draft 1993.
En 12 saisons de carrière NBA, il joue sous les couleurs des Nuggets de Denver, des Wizards de Washington et des Lakers de Los Angeles et est un joueur clé du Jazz de l'Utah, participant à deux reprises aux Finales NBA 1997 et 1998. Il fait également partie de l'effectif des SuperSonics de Seattle, mais ne joue aucun match avec eux.
Russell, réputé pour ses qualités défensives, demeure célèbre pour une action défensive ratée. À la fin du match 6 des Finales NBA 1998, il est chargé de défendre sur Michael Jordan lors de la dernière possession de balle des Bulls de Chicago. Emporté par son élan, Russell glisse devant la feinte de Jordan. Seul à 7 mètres, Jordan réussit son tir, permettant aux Bulls de remporter la rencontre et le titre de champion NBA pour sa dernière apparition lors des Finales NBA. Il devient ensuite coéquipier de Jordan aux Wizards de Washington.
Russell connait sa meilleure saison en NBA avec le Jazz en 1999-2000, avec des statistiques de 14,1 points et 5,2 rebonds par match. De 1997 à 2000, il dispute l'intégralité des matchs de la saison régulière.